# Янжевський Врх
Янжевський Врх (словен. Janževski Vrh) — поселення в общині Подвелка, Регіон Корошка, Словенія. Висота над рівнем моря: 704,3 м.